# فيسنتي روميرو روميرو
فيسنتي روميرو روميرو (بالإسبانية: Vicente Romero Romero)‏ (8 فبراير 1987 ببلنسية في إسبانيا - ) هو لاعب كرة قدم إسباني في مركز الوسط. لعب مع نادي أونتينيينت ونادي الزيرا ‏ وCatarroja CF ‏ وBurjassot CF ‏ وفالنسيا ميستايا.

## وصلات خارجية
- فيسنتي روميرو روميرو على موقع قاعدة بيانات كرة القدم.إي يو (الإنجليزية)
- فيسنتي روميرو روميرو على موقع Soccerway.com (الإنجليزية)